# Casimiroa calderoniae
Casimiroa calderoniae är en vinruteväxtart som beskrevs av F. Chiang & F. González-medrano. Casimiroa calderoniae ingår i släktet Casimiroa och familjen vinruteväxter. Inga underarter finns listade i Catalogue of Life.